# Фрай, Михаэль
Михаэль Фрай (нем. Michael Frey; 19 июля 1994 года, Мюнзинген, Берн) — швейцарский футболист, нападающий клуба «Куинз Парк Рейнджерс».

## Карьера
Начал футбольную карьеру в академии клуба «Янг Бойз». Дебютировал за первую команду 13 мая 2012 года в матче против клуба «Тун». Забил первый гол 20 мая 2012 года в матче против клуба «Сьон» на 90-й минуте.
1 сентября 2014 года Михаэль был продан в французский клуб «Лилль». Дебютировал в Лиге 1 14 сентября 2014 года в матче против клуба «Нант». Забил первый гол 1 ноября 2014 года в матче против клуба «Сент-Этьен» на 16-й минуте.
В 2021 году, выступая за «Антверпен», забил 5 голов в матче чемпионата Бельгии в ворота «Стандарда».

## Статистика
| Сезон           | Клуб            | Дивизион              | Лига  | Лига | Кубок | Кубок | Евро  | Евро | Всего | Всего |
| Сезон           | Клуб            | Дивизион              | Матчи | Голы | Матчи | Голы  | Матчи | Голы | Матчи | Голы  |
| --------------- | --------------- | --------------------- | ----- | ---- | ----- | ----- | ----- | ---- | ----- | ----- |
| 2011/12         | Янг Бойз        | Швейцарская Суперлига | 2     | 1    | 0     | 0     | 0     | 0    | 2     | 1     |
| 2012/13         | Янг Бойз        | Швейцарская Суперлига | 31    | 4    | 1     | 3     | 0     | 0    | 32    | 7     |
| 2013/14         | Янг Бойз        | Швейцарская Суперлига | 33    | 9    | 2     | 0     | 0     | 0    | 35    | 9     |
| 2014/15         | Янг Бойз        | Швейцарская Суперлига | 7     | 3    | 0     | 0     | 0     | 0    | 7     | 3     |
| 2014/15         | Лилль           | Лига 1                | 15    | 2    | 1     | 0     | 0     | 0    | 16    | 2     |
| 2015/16         | Лилль           | Лига 1                | 0     | 0    | 0     | 0     | 0     | 0    | 0     | 0     |
| Всего в карьере | Всего в карьере | Всего в карьере       | 88    | 19   | 4     | 3     | 0     | 0    | 92    | 22    |